# Ring – Das Original

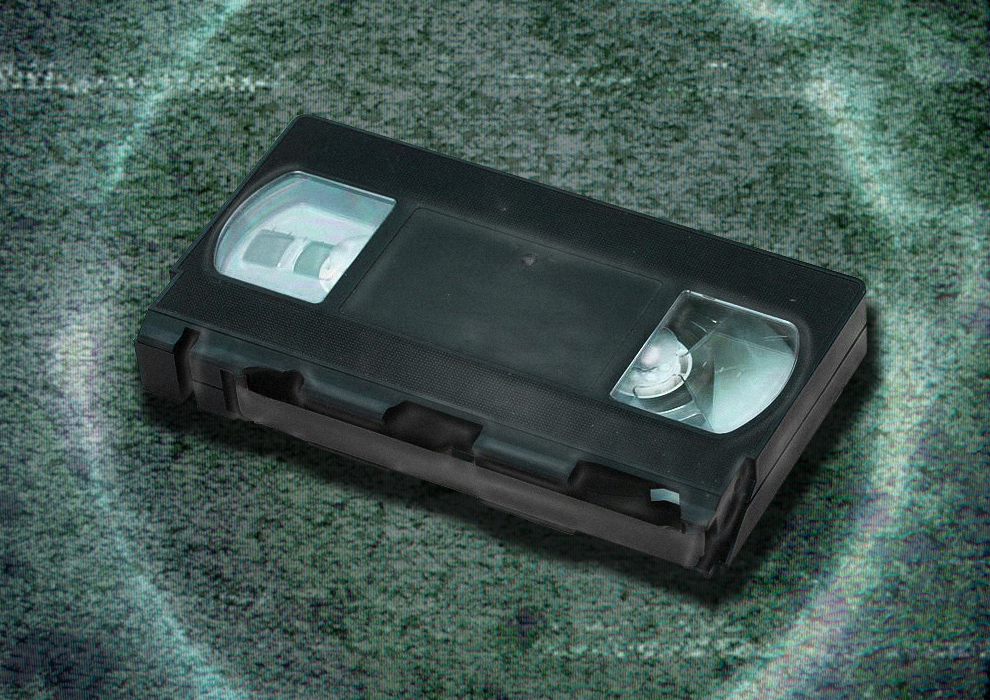
VHS-Videokassette Fotomontage, inspiriert von Ringu

Ring – Das Original (jap. リング, Ringu) ist eine Literaturverfilmung nach The Ring von Kōji Suzuki aus dem Jahr 1998. Er ist auch unter dem Titel Ringu bekannt, um ihn von der amerikanischen Neuverfilmung Ring zu unterscheiden.

## Handlung
Der Film beginnt mit einem Gespräch zweier Mädchen im Teenageralter: Sie unterhalten sich über ein mysteriöses Videoband. Laut Gerüchten, die unter Jugendlichen verbreitet sind, stirbt jeder, der das Video gesehen hat, nach genau sieben Tagen. Eines der Mädchen hat genau vor einer Woche ein Videoband angesehen und stirbt noch am selben Abend.
Die Reporterin Reiko Asakawa, die Tante des verstorbenen Mädchens, beginnt der Geschichte nachzugehen. Sie findet schließlich heraus, dass auch ihre kürzlich verstorbene Nichte Tomoko dieses Video gesehen haben soll, genauso wie drei ihrer Freunde, die ebenfalls zur gleichen Zeit gestorben sind. Die Spur führt Reiko in ein Blockhüttendorf in Izu, in dem sie schließlich auch das Video findet. Neugierig sieht sie es sich an. Die seltsamen Szenen auf dem Video verstören sie, doch noch schlimmer ist die Tatsache, dass sie kurz darauf von jemandem angerufen wird. Reiko hatte vorher entdeckt, dass die Jugendlichen, nachdem sie das Video gesehen hatten, auf Fotos seltsam verzerrt aussahen. Alles passt genau mit den Gerüchten zusammen – Reiko glaubt, dass sie nur noch genau sieben Tage zu leben habe.
Am nächsten Tag bittet sie ihren Exmann Ryuji Takayama um Hilfe. Dieser sieht sich ebenfalls das Video an und beide beginnen nach und nach die Szenen zu entschlüsseln. Sie kommen dabei zu dem Schluss, dass der Urheber des Videos aus Oshima stammen muss. Als sie dort Nachforschungen unternehmen, stoßen sie auf die Familie Yamamura, deren Mitgliedern übersinnliche Kräfte nachgesagt werden. Schließlich deutet alles darauf hin, dass Sadako Yamamura die Erschafferin des Videofluches ist, doch diese ist seit 30 Jahren verschwunden – und die Zeit drängt. Denn in der Zwischenzeit hat zum Entsetzen Reikos auch ihr kleiner Sohn Yoichi das Video angesehen.
Als sich die Spur zu verlieren droht und ihre Frist langsam abläuft, kommt Reiko auf die Idee, in die Blockhütte zurückzukehren, da dies der einzige Ort war, an dem das Telefon geklingelt hat. Dort finden Ryuji und Reiko einen alten Brunnen – und darin die Leiche von Sadako Yamamura, die vor 30 Jahren von ihrem eigenen Vater hineingeworfen wurde. Als Reiko trotz Ablauf ihrer Frist noch lebt, kommen die beiden zu dem Schluss, dass die Bergung der Leiche den Fluch gebrochen hat. Doch am nächsten Tag fällt ihm Ryuji zum Opfer: Der Geist Sadakos nimmt physische Gestalt an und tötet ihn. Reiko wird klar, dass ihr Sohn nach wie vor in großer Gefahr schwebt. Fieberhaft überlegt sie, was sie anders gemacht hat als ihr Exmann – und kommt zu dem Schluss, dass sie eine Kopie des Videos angefertigt hat und sie jemand anderem (nämlich Ryuji) gezeigt hat. Somit muss man, um zu überleben, den Fluch weitergeben. Verzweifelt macht sie sich auf den Weg, um ihren Sohn zu retten.

## Synchronisation
Es existieren zwei deutsche Synchronfassungen. Die zweite entstand bei der Kölnsynchron. Timo R. Schouren schrieb das Dialogbuch und Daniel Käser führte Regie.
| Rolle          | Darsteller        | Synchronsprecher (2003) | Synchronsprecher (2022) |
| -------------- | ----------------- | ----------------------- | ----------------------- |
| Reiko Asakawa  | Nanako Matsushima | Frauke Poolman          | Fabienne Hesse          |
| Ryuji Takayama | Sanada Hiroyuki   | Martin L. Schäfer       | Florian Clyde           |
| Tomoko Oishi   | Yūko Takeuchi     | ?                       | Yamuna Kemmerling       |
| Mai Takano     | Miki Nakatani     | ?                       | Katrin Heß              |
| Yoichi Asakawa | Rikiya Ōtaka      | ?                       | Johnny Naas             |

## Hintergrund
Bei der alternativen Bezeichnung „Ringu“ handelt es sich um die lateinische Umschrift des in Katakana geschriebenen Originaltitels, bei welchem es sich wiederum um das in die japanische Sprache übertragene englische Wort „ring“ handelt. Siehe dazu auch „Lehnwörter im Japanischen“.
Dieser Film war – nach dem Fernsehfilm Ring: Kanzenban – die zweite Verfilmung des Romanes. Hier wurden viele Änderungen im Vergleich zur Vorlage vorgenommen. Zum einen wurde aus der Hauptfigur eine Frau und Ryuji zu ihrem Exmann. Zudem hat Reiko anstatt einer kleinen Tochter einen Sohn. Sadako Yamamura wurde vereinfacht, so hat man u. a. ihre Verbindung zum Pockenvirus ignoriert. Auch erfahren die Hauptcharaktere weniger durch Befragungen, sondern vielmehr durch filmgerechte Visionen. Die Szenen auf dem Video wurden komplett verändert und gekürzt (im Roman ist das Video eine Viertelstunde lang, im Film lediglich eine Minute). Auch den spektakulären Höhepunkt des Films, in dem Sadako aus einem Fernseher kriecht, gibt es im Buch nicht.

## Fortsetzungen und Neuverfilmungen
Am Tag der Veröffentlichung von Ringu, dem 31. Januar, lief auch die Verfilmung Rasen des zweiten Romans Spiral – The Ring II an. Da letztere jedoch nicht so erfolgreich war wie Ringu, ignorierte man sie und setzte die Handlung des Originals 1999 in Ringu 2 fort. 2000 folgte die Vorgeschichte Ring Birthday, auch bekannt als Ring 0. 2012 erschien mit Sadako 3D ein weiterer Film erstmals in 3D-Optik.
Neben einigen Fernsehserien, unter anderem Ring: Kanzen-ban, Ring: Saishūshō und der koreanischen Neufassung Ring-Virus, ist besonders die Hollywood-Neuverfilmung Ring hervorzuheben. Ferner entstand eine südkoreanische Version mit dem Titel The Ring Virus.

## Auszeichnungen
Sitges Festival Internacional de Cinema de Catalunya 1999
- Bester Film

Japanese Academy Award 1999
- Populärster Film

Brussels International Fantastic Film Festival 1999
- Goldener Rabe